# 황덕균
황덕균(黃德均, 1983년 7월 28일 ~ )은 전 KBO 리그 넥센 히어로즈의 투수이다.

## 선수 시절

### 한국 프로야구 시절

#### 두산 베어스시절
2002년 2차 4순위 지명을 받아 입단했으나, 1군에 오르지 못하고 2004 시즌을 앞두고 방출되었다.

### 일본 독립야구 시절

#### 서울 해치시절
이후 공익근무요원으로 병역을 마친 그는 LG 트윈스, SK 와이번스, 한화 이글스에서 입단 테스트를 받았지만 이적에 실패했고, 2011년 서울 해치에 입단했다.

### 한국 프로야구복귀

#### NC 다이노스시절
서울 해치의 해산 이후 트라이아웃을 통해 NC 다이노스에 이적했고, 2013년 9월 5일 처음으로 1군에 올라왔다. 9월 8일 SK전을 통해 데뷔 11년 만에 1군 마운드에 올랐다. 하지만 아웃 카운트를 하나도 잡지 못하고 1피안타 2볼넷으로 2실점(비자책)한 후 정진과 교체되어 마운드를 내려갔고, 다시 2군으로 내려갔다. 2013년 NC 다이노스에서 시즌 후 스카우트 제의를 받았으나, 현역 연장을 선언하여 방출되었다.

#### kt 위즈시절
2015 시즌 3경기에 등판해 승패 없이 7점대 평균자책점을 기록하고 시즌 후 방출되었다.

#### 넥센 히어로즈시절
입단 테스트를 받아 2016년에 입단하였지만 연습 경기와 시범 경기에서 워낙 안 좋은 피칭을 많이 보여 2군에서 시즌을 시작했다.
2016년 6월 3일 KIA전을 앞두고 전날 삼성전에서 매우 부진했던 양훈을 대신하여 1군에 등록되었다.
그리고 등록된 당일 경기였던 KIA전에 구원 등판했고, 아웃 카운트 3개를 잡는 동안 볼넷을 단 한 개만 내주면서 팀의 승리에 일조했다. 2016년 9월 15일, kt 위즈전에서 선발 투수였던 박주현이 아웃 카운트를 하나도 잡지 못하고 강판되자 2번째 투수로 올라와 5이닝 2피안타 2탈삼진 무실점을 기록하며 팀의 대역전승에 기여하였다. 2016년 9월 19일, 롯데전에서 선발 투수였던 김정인이 조기 강판당하자 2번째 투수로 등판하여 4이닝 무실점을 기록하며 데뷔 첫 승리를 달성하였다.
시즌 후 준PO 엔트리에 등록되어 데뷔 첫 가을 야구를 할 기회를 잡았으나 등판은 하지 못했다.

## 출신 학교
- 서울도신초등학교
- 선린중학교
- 선린인터넷고등학교

## 통산 기록
| 연도 | 팀명  | 평균자책점 | 경기 | 완투 | 완봉 | 승 | 패 | 세 | 홀 | 승률  | 타자 | 이닝 | 피안타 | 피홈런 | 볼넷 | 사구 | 탈삼진 | 실점 | 자책점 |
| ---- | ----- | ---------- | ---- | ---- | ---- | -- | -- | -- | -- | ----- | ---- | ---- | ------ | ------ | ---- | ---- | ------ | ---- | ------ |
| 2013 | NC    | -          | 1    | 0    | 0    | 0  | 0  | 0  | 0  | -     | 3    | 0    | 1      | 0      | 1    | 1    | 0      | 2    | 2      |
| 2015 | KT    | 7.36       | 3    | 0    | 0    | 0  | 0  | 0  | 0  | -     | 16   | 3.2  | 0      | 0      | 5    | 0    | 2      | 3    | 3      |
| 2016 | 넥센  | 3.31       | 7    | 0    | 0    | 1  | 0  | 0  | 0  | 1.000 | 68   | 16.1 | 13     | 3      | 7    | 1    | 3      | 6    | 6      |
| 2017 | 넥센  | 9.60       | 13   | 0    | 0    | 0  | 1  | 0  | 0  | 0     | 75   | 15   | 26     | 4      | 3    | 2    | 5      | 16   | 16     |
| 통산 | 4시즌 | 6.94       | 24   | 0    | 0    | 1  | 1  | 0  | 0  | 0.500 | 162  | 35   | 40     | 7      | 16   | 4    | 10     | 27   | 27     |

## 참조
1. ↑  NC 황덕균, 11년 만에 밟은 1군 마운드 - MK 스포츠
2. ↑  NC, 황덕균·한윤기·박정훈·김동건 방출 - 경남도민일보
3. ↑  '7전 8기' 넥센 황덕균, 15년 만에 거둔 첫승…4이닝 무실점 '역전'의 호투 -국제신문
4. ↑  '특별한 한 해' 황덕균, 그의 시즌은 결코 짧지 않았다 - 스포츠월드